# O Show da Luna!
O Show da Luna! (em Portugal: O Mundo de Luna!) é uma série de televisão de animação brasileira criada e dirigida por Célia Catunda e Kiko Mistrorigo e produzida pela TV PinGuim. O programa é focado em uma menina de seis anos de idade que ama a ciência. Segundo o público-alvo, a série é destinada "para crianças na faixa dos 2 aos 5 anos".
Nos Estados Unidos, a série estreou no canal Sprout (propriedade da NBC, anteriormente da PBS Kids) em 16 de agosto de 2014 com o nome de Earth to Luna. No Brasil, a série estreou em 13 de outubro de 2014 no canal Discovery Kids (co-produtor da série); na televisão aberta, estreou na TV Brasil em 10 de agosto de 2015, dentro do programa Hora da Criança (atualmente TV Brasil Animada). Em Portugal, estreou na RTP2 com dobragem portuguesa no programa Zig Zag.
Cada temporada tem 26 episódios, cada uma com duração de 15 minutos; e cada transmissão do Discovery Kids tem dois episódios (por exemplo, #1 tem os episódios 1 e 2, #2 tem 3 e 4, etc.), totalizando 30 minutos de duração. A série tem oito temporadas de 26 episódios de 15 minutos; uma nona temporada é atualmente produzida pela Pinguim Content (antiga TV PinGuim).

## Sinopse
A série tem como protagonista a Luna, uma garota de seis anos que ama ciências, e que acredita que a Terra é um enorme laboratório em que ela pode descobrir diversas curiosidades. Luna, curiosa e destemida, não sossega até conseguir responder a pergunta: “O que está acontecendo aqui?”.
Em cada episódio, uma curiosidade é abordada, aonde sem saber, Luna, seu irmão mais novo, Júpiter, de quatro anos e o furão de estimação da família, Cláudio, praticam ciência diariamente, formulando hipóteses e fazendo experimentos (também em cada episódio, resolvendo problemas ao som de uma melodia pop-rock chamada "Eu Quero Saber"). Luna é criativa e tem seus poderes mágicos e utiliza sua imaginação para descobrir suas diversas dúvidas ao longo de cada episódio.

## Análise técnica
O enredo gira em torno da personagem principal, Luna, a única alfabetizada e dotada de grande curiosidade e desenvoltura em dança e artes cênicas. Cada episódio se desenvolve a partir de uma questão ou problema quotidiano feito pela menina. Juntamente com seu irmão mais novo Júpiter, quatro anos, e o furão de estimação da família, Cláudio, é procurada resposta à pergunta formulada. Dessa forma, a série claramente aborda introdução as ciências para crianças pré-escolares; apesar de não haver formalidade quanto a rigorosa aplicação de método científico como feito na ciência (por exemplo, repetição), os personagens sempre o utilizam. O processo imaginativo dos três personagens é utilizado simultaneamente enquanto eles interagem na investigação. A resposta para a pergunta (AKA a "descoberta") desdobra da interação com objeto de estudo ou correlatos, sendo epifania o processo final em que os três obtêm a resposta. A descoberta é então encenada por dança e música feita pela interação dos personagens com objeto de estudo; e no final do processo imaginativo, a encenação é repetida e formalizada como um show (espetáculo em palco) feito geralmente para os pais/amigos/terceiros que estavam envolvidos na pergunta inicial.

## Personagens
- Luna: Luna é uma menina animada, energética e extrovertida. Para Luna, o mundo está cheio de coisas fascinantes e ela não vai sossegar até explorar todas elas. Luna é fofa, curiosa e persistente. Luna está sempre equipada com um bloquinho de notas e com seu AHA, mistura de câmera, computador, lente de aumento, caixa de som, telescópio e binóculo. Luna vai à escola, embora isso tenha sido totalmente incerto no desenho. Luna é "lua" em espanhol e em italiano. Luna tem um cabelo preto com maria-chiquinhas e usa um vestido azul escuro com um cinto, meias brancas e um par de sapatos pretos brilhantes. Entre a sexta e a sétima temporada, Luna e sua família residiram em sua própria estação espacial.
- Júpiter: Júpiter é o irmãozinho de Luna. Do alto dos seus quatro anos de idade, Júpiter tem sempre alguma explicação mágica para os mistérios da ciência e a qualquer momento, está preparado para mais uma aventura com a sua irmã mais velha e Cláudio. Gosta muito de comer maçã.
- Cláudio: O furão de estimação semi-antropomórfico que sempre acompanha Luna em suas investigações científicas. Se na brincadeira de faz de conta ele é perfeitamente capaz de falar e expressar todos os seus sentimentos e suas ideias, no mundo real, ele se faz entender apenas através de gestos, expressões, grunhidos e barulhinhos fofos.
- Mãe da Luna
- Pai da Luna

## Produção
Criada e dirigida por Célia Catunda e Kiko Mistrorigo, a série é produzida pela TV PinGuim. O tema de abertura é feito por Júnior da dupla Sandy e Júnior.

## Curta-metragem de 2006
Em 2006, a produtora TV PinGuim, oito anos antes de estrear O Show da Luna, havia lançado um curta-metragem de animação chamado Magnitka. Nesse curta, uma menina extraterrestre chamada Meg vive num planeta distante chamado Magnitka. Um dia, Meg, sentindo-se sozinha, envia um transmissor para a galáxia, como se fosse uma mensagem de socorro em uma garrafa. Este transmissor caiu no planeta Terra e foi encontrado por uma garota de 10 anos, chamada Alice, que se tornou sua amiga. Meg fora "visualmente idêntica" a Luna e possui um aparelho muito parecido com o AHA; isso não significa necessariamente que as duas sejam a mesma pessoa.